# Seznam bosansko-hercegovskih pesnikov
Seznam bosansko-hercegovskih pesnikov.

## A
- Salih Alić (1906–1982) - Ivo Andrić-Lužanski

## B
- Ismet Bekrić - Nenad Valentin Borozan - Ahmed Burić

## Ć
- Musa Ćazim Ćatic

## D
- Mak Dizdar - Hamid Dizdar - Jozo Džambo

## Đ
- Osman Đikić

## G
- Antun Golubić

## H
- Hamza Humo - Hadžem Hajdarević

## I
- Abdulvehab Ilhamija

## K
- Radovan Karadžić? - Zdravko Kecman - Enes Kišević - Zilhad Ključanin (1960-2016) - Ivan Kordić - Veselko Koroman - Skender Kulenović - Vuk Krnjević?

## L
- Džemaludin Latić - Mirko Lesko

## M
- Semezdin Mehmedinović

## O
- Mladen Oljača - Sait Orahovac - Josip Osti

## P
- Vladimir Pavlović - Mile Pešorda - Miro Petrović - Vlado Puljić

## R
- Ranko Risojević

## S
- Izet Sarajlić - Abdulah Sidran - Novak Simić - Saša Skenderija - Božidar Stanišić - Mile Stojić -

## Š
- Hamid Ekrem Šahinović? - Aleksa Šantić - Faruk Šehić - Nikola Šop - Murat Šuvalić -

## T
- Husein Tahmiščić - Duško Trifunović

## U
- Sabit Alaudin Užičanin -

## V
- Marko Vešović - Anđelko Vuletić

## Z
- Almir Zalihić